# Amparo Lim
Amparo „Weena“ Lim (* 9. September 1969) ist eine philippinische Badmintonspielerin.

## Karriere
Amparo Lim nahm 1996 im Dameneinzel an Olympia teil. Sie verlor dabei gleich in Runde eins und wurde somit 33. in der Endabrechnung. Im gleichen Jahr gewann Amparo Lim bei den Australian Open die Damendoppelkonkurrenz mit Kennie Asuncion. Ein Jahr später holten beide Bronze bei den Südostasienspielen.

## Sportliche Erfolge
| Saison | Veranstaltung     | Disziplin   | Platz | Name                         |
| ------ | ----------------- | ----------- | ----- | ---------------------------- |
| 1996   | Australian Open   | Damendoppel | 1     | Kennie Asuncion / Amparo Lim |
| 1996   | Olympia           | Dameneinzel | 33    | Amparo Lim                   |
| 1997   | Südostasienspiele | Damendoppel | 3     | Kennie Asuncion / Amparo Lim |